# Эль-Манте
Эль-Манте (исп. El Mante) — муниципалитет в Мексике, штат Тамаулипас с административным центром в городе Сьюдад-Манте. Численность населения, по данным переписи 2010 года, составила 115 792 человека.

## Общие сведения
Название Mante с языка народа уастеки можно перевести как место каноэ, а также с языка народа сапотеки можно перевести как жёлтое дерево.
Площадь муниципалитета равна 1637 км², что составляет 2,04 % от общей площади штата, а наивысшая точка — 136 метров, расположена в поселении Эль-Реформадо.
Эль-Манте граничит с другими муниципалитетами штата Тамаулипас:  на севере с Гомес-Фариасом и Хикотенкатлем, на востоке с Гонсалесом, на западе с Антигуо-Морелосом и Окампо, а также на юге граничит с другими штатами Мексики — Сан-Луис-Потоси и Веракрусом.

## Учреждение и состав
Муниципалитет был образован в 1860 году, в его состав входит 255 населённых пунктов, самые крупные из которых:
| Код INEGI | Населённый пункт                                                     | Численность населения (2005 год) | Численность населения (2010 год) |
| --------- | -------------------------------------------------------------------- | -------------------------------- | -------------------------------- |
| 021       | Всего                                                                | 112061                           | 115792                           |
| 0001      | Сьюдад-Манте (исп. Ciudad Mante) 22°44′33″ с. ш. 98°58′20″ з. д.     | 81884                            | 84787                            |
| 0073      | Эль-Лимон (исп. El Limón) 22°49′40″ с. ш. 99°00′30″ з. д.            | 2812                             | 2800                             |
| 0091      | Нуэва-Аполония (исп. Nueva Apolonia) 22°29′40″ с. ш. 98°38′00″ з. д. | 2123                             | 2382                             |
| 0003      | Эль-Абра (исп. El Abra) 22°37′12″ с. ш. 99°01′20″ з. д.              | 2280                             | 2342                             |
| 0015      | Лос-Астекас (исп. Los Aztecas) 22°29′56″ с. ш. 98°36′53″ з. д.       | 1843                             | 2077                             |
| 0290      | Нуэво-Тантоан (исп. Nuevo Tantoán) 22°25′35″ с. ш. 98°34′18″ з. д.   | 1773                             | 1830                             |
| 0109      | Кинтеро (исп. Quintero) 22°39′46″ с. ш. 99°02′14″ з. д.              | 1594                             | 1608                             |
| 0196      | План-де-Аяла (исп. Plan de Ayala) 22°32′25″ с. ш. 98°46′02″ з. д.    | 1522                             | 1578                             |
| 0151      | Тантоюкита (исп. Tantoyuquita) 22°32′42″ с. ш. 98°33′10″ з. д.       | 899                              | 969                              |

## Экономика
По статистическим данным 2000 года, работоспособное население занято по секторам экономики в следующих пропорциях: сельское хозяйство, скотоводство и рыбная ловля — 49,8 %, промышленность и строительство — 16,5 %, сфера обслуживания и туризма — 32,4 %, прочее — 1,3 %.

## Инфраструктура
По статистическим данным 2010 года, инфраструктура развита следующим образом:
- электрификация: 98,8 %;
- водоснабжение: 98,7 %;
- водоотведение: 83,2 %.

## Фотографии

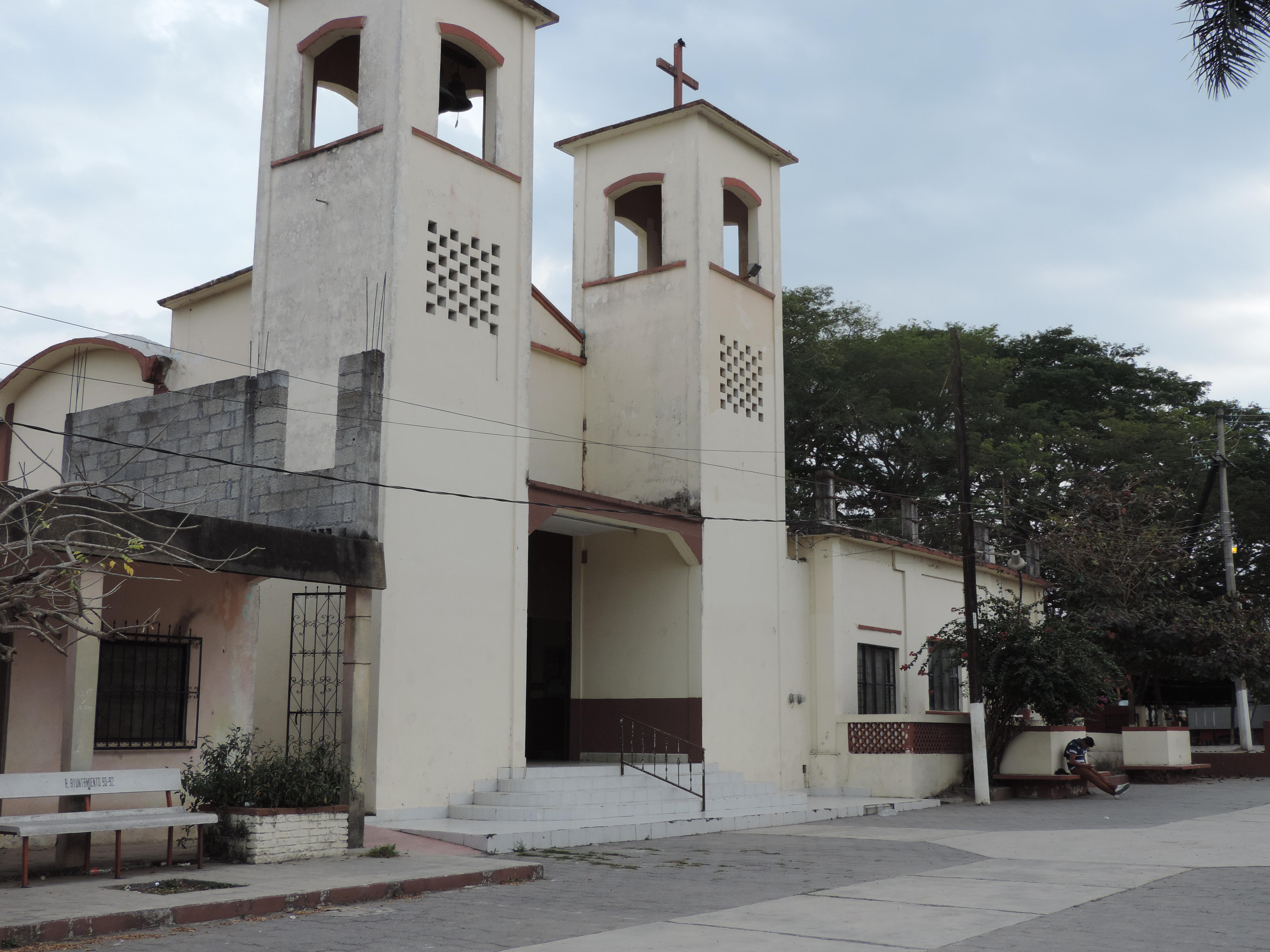
Церковь в Эль-Лимоне
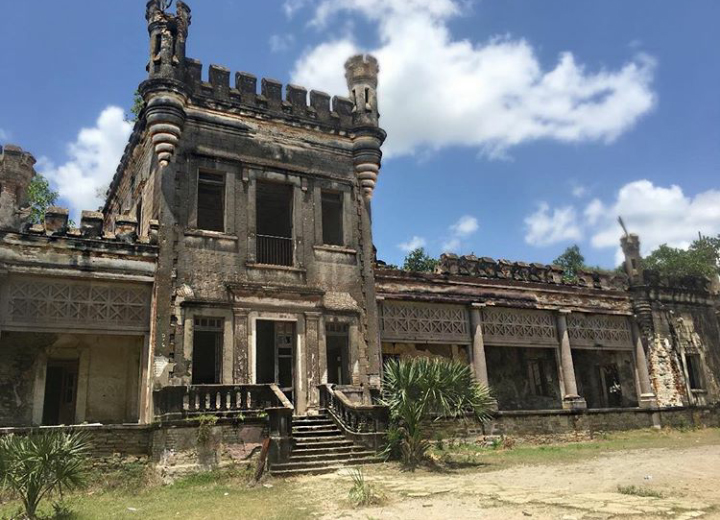
Бывшая асьенда в Нуэва-Аполонии